# Нові пригоди невловимих
«Нові пригоди невловимих» (рос. «Новые приключения неуловимых») — радянський художній фільм 1968 року режисера Едмонда Кеосаяна, сіквел популярної в СРСР картини «Невловимі месники», знятий за численними проханнями глядацької аудиторії.

## Сюжет
Дія відбувається у Криму в 1920-ті роки в часи Громадянської війни. «Невловимі месники», повертаючись з чергового завдання, зуміли захопити аероплан і льотчика, у планшеті якого були виявлені документи, які свідчили про те, що білогвардійці збудували секретні оборонні укріплення навколо міста, яке належить взяти Червоній Армії.
Четвірка юних героїв розвідників впроваджується в приморське місто. Їхня мета — штаб білої армії і сейф у кабінеті начальника контррозвідки полковника Леопольда Кудасова, де зберігається план.

## У ролях
- Віктор Косих — Данька
- Валентина Курдюкова — Ксанка
- Михайло Метьолкін — Валерка
- Василь Васильєв — Яшка-циган
- Володимир Бєлокуров — конферансьє
- Євген Весник — полковник з величезним чолом
- Еммануїл Геллер — грек-човняр
- Армен Джигарханян — штабс-капітан Овечкін
- Володимир Івашов — ад'ютант Кудасова
- Людмила Карауш — Адигейська княжна
- Едмонд Кеосаян — філер-брюнет з контррозвідки [у титрах не вказаний]
- Юхим Копелян — отаман Бурнаш
- Савелій Крамаров — Терехов, солдат конвою
- Іван Переверзєв — начальник штабу Конармії
- Лев Поляков — козачий отаман
- Іван Савкін — 2-й філер в котелку
- Світлана Свєтлична — красуня в соболях
- Борис Січкін — Буба Касторський
- Костянтин Сорокін — карусельщик Мефодій
- Аркадій Толбузін — полковник Кудасов
- Микола Федорцов — підпільник Андрій
- Сергій Філіппов — Кошкін, аптекар-спеціаліст
- Ян Френкель — скрипаль
- Станіслав Чекан — 1-й філер у котелку
- Леонід Чубаров — шпик

## Цікаві факти
- У сцені звільнення Данька з-під конвою циганським табором бере участь не тільки Яшка, як здається на перший погляд, але й Ксанка (молода циганка на коні) та Буба Касторський («циганський барон»). Сцена з їхнього перевдягання була знята, але вона не увійшла до остаточної версії фільму.

## Кіноляпи
- Після викрадення з сейфа карти, Валерка виявляється заблокованим на даху. Щоб його зняти, до дому підставляється драбина. Вона ледве сягає ніг Валеркі. Але вже в наступній сцені Валерка «перелітає» з даху на дах, стоячи на п'ятій зверху щаблині і тримаючись руками за верхню.
- Аптекар Кошкін вручає Валерці білу більярдну кулю, начинену вибухівкою. Овечкін же дістає у Валерки з-поза пазухи жовту.
- Рятуючись від переслідування, Яшка стрибає зі скелі в море в темному жилеті. Під водою він пливе без жилета. У наступній сцені Яшка блукає по табору знову в жилеті.